# Dvorac Miljana
Dvorac Miljana kraj Kumrovca, na samoj granici sa Slovenijom, je dvorac koji je tokom tri stoljeća kao svoju rezidenciju gradila plemićka obitelj Ratkaj. Dvorac je smješten 200 metara istočno od rijeke Sutle u Krapinsko-zagorskoj županiji. U posjedu Ratkajevih ostaje do 1793. kad umire posljednji član ove obitelji, nakon čega dvorac često mijenja vlasnike. Godine 1900. dolazi u vlasništvo obitelji Jäger, a 1980. kupuje ga dr. Franjo Kajfež koji ga obnavlja i vraća mu stari sjaj. Dvorac je široj javnosti postao poznat kao mjesto radnje popularne hrvatske telenovele Ponos Ratkajevih. Danas je u vlasništvu poduzetnika Dragutina Kamenskog. Smatra se jednim od najočuvanijih dvoraca u Hrvatskoj. Dvorac je zaštićeno kulturno dobro.

## Faze izgradnje
Dvorac je građen u više faza, najvjerojatnije pet značajnijih, od kojih je najstarija izgradnja sjevernog krila između 1597. i 1603. Sudeći prema oblikovnim karakteristikama ta je izgradnja trebala postati jezgra budućeg četverokrilnog dvorca renesansne koncepcije. Tijekom 17.st. izgrađeno je bočno krilo, pa je zgrada dobila oblik slova L, a ostatak unutrašnjeg dvorišta je ograđen zidom. Dvorišne fasade oba krila arkadno su raščlanjene, a iza arkada nalaze se hodnici koji vode u prostorije nanizane uz vanjsko pročelje. Krajem 17. stoljeća i početkom 18. oslikane su vanjske fasade i vanjski zid dvorišta. Kasnije tokom 18. st. bočnom krilu prigrađene su 2 sanitarne prostorije u obliku pravokutnih tijela sa zabatnim završetkom koje imaju vrijednost rizalita, a na uglu dvaju krila dograđeno je krilo s jednom u tlocrtu kvadratičnom prostorijom. Posljednja faza izgradnje dvorca je dodatak pročelnog, prizemnog krila s gospodarskim prostorijama i portalom na cijeloj južnoj strani unutarnjeg dvorišta. Zatvorena prizemna masa tog krila ritmizirana je prozorskim otvorima te centralno simetrično postavljenim gigantskim otvorom portala. Odnos otvora i krova uređen je tako da velika praznina lučnog otvora djeluje kao da je potisnula krovište uvis, a kao protuteža toj sili potiskivanja postavljen je tornjić sa satom. Time se ostvarilo snažno okomito usmjerenje koje je protuteža vodoravnom volumenu cijelog krila. Naglašena plastičnost i simetričnost ovog krila u kontrastu je s raščlanjenosti, asimetričnosti i ukrašenosti začelnih krila. Izgradnjom ovakvog krila postigla se kompozicija prednjeg i stražnjeg plana čime je dvorac povezan u jasnu cjelinu. Promatranjem dvorca iz daljine i kretanjem oko njega mijenja se dojam odnosa volumena, pri čemu važan činilac u izmjenama odnosa i osjećaju prostornosti postaje upravo toranj.

## Arhitektura
Sjeverno, najstarije krilo dvorca s vanjske je strane usječeno u brijeg, dok je s unutarnje strane u prizemlju raščlanjeno lučno povezanim četvrtastim stubovima. Arkade s toskanskim stupićima prvog kata ne prate konstruktivnu, pa time ni ritmičku os prizemlja, što može značiti ili da je došlo do prekida u gradnji ili da je graditelj želio dobiti elegantniji ritam stupova na gornjoj etaži. Graditelj bočnog krila je poštovao arkade i vješto ih ukomponirao u dogradnju, poštujući statičku i ritmičku povezanost stupova prizemlja i kata. Oba krila na uglovima svojih volumena imaju naslikanu rustiku, a podjelu gornje i donje etaže (međukatna konstrukcija) naznačuje snop horizontalnih traka. Današnji izgled crno-plavih pročelja s bijelim i oker oslikom na uglovima i oko prozora te s bijelim medaljonima i pravokutnim poljima potječe iz 18. stoljeća. Ogradni zid oko dvorca također potječe iz tog razdoblja. Građen je od kamena lomljenca i ubrzo nakon izgradnje je ožbukan bijelom žbukom na čiju su površinu naslikani sivi kvadrati sa segmentno odsječenim uglovima, nanizani u pravilnom ritmu. Osamnaestostoljetni dodatak sjevernog krila s po jednom kvadratičnom prostorijom u prizemlju i katu i s dvije prozorske osi na stranicama zidova vidljiva je u nešto manjem formatu prozora nego na glavnim krilima, nižem krovištu te ponešto izmijenjenim ukrasima pročelja. Otprilike u isto vrijeme dograđeni su na zapadnom pročelju dva jednaka, plastički naglašena rizalita sanitarija. Oba rizalita imaju pravokutne zabate s elastično izvijenim vijencem ispod strehe krova te eliptičnim prozorskim otvorima u središtu zabatnog polja. Na zapadnoj strani obje prigradnje naslikani su slijepi prozori kojima se prati ritam prozora zapadnog pročelja bočnog krila dvorca, čime se stvorilo jedinstvo rizalita i pročelja na koje su dodani. Adicije rizalita i sjevernog krila na pročeljima ujednačene su sa starijom izgradnjom oslikavanjem rustike na uglovima te razdjelnog vijenca etaža. Svojim okomitim usmjerenjem u odnosu na vodoravno razvedenu fasadu te naglašenom plastičnošću kojom značajno izlazi iz volumena zdanja, rizaliti ostvaruju baroknu kompoziciju u sve tri ravnine. Zadnja faza izgradnje dvorca je dogradnja pročelnog gospodarskog krila. Ova prizemna dogradnja pravokutne osnove izgrađena je duž cijele južne strane dvorišta. U osi volumena smješten je glavni ulaz u dvorac, izveden kao gigantski portalni otvor s kamenim okvirom koji zadire u krovište uzrokujući njegovo konveksno dizanje uvis. Kameni okvir portala završava kapitelno s lukom iznad vrata i zaglavnim kamenom u vrhu luka, dok je s bočne strane okvir pojačan dodatnim pilastrima. Simetrično sa svake strane portala postavljeno je 5 prozorskih osi u ujednačenom ritmu, s malim prozorima uokvirenih okvirom s uškama. U osi ulaza, na sljemenu krova postavljen je tornjić sa satom. Tornjić ima podnožje koje se konkavno širi, bridovi su naglašeni trakama s jednostavnim završecima, tijelo sa svih strana perforirano lučnim otvorima, a završetak je segmentni, izvijenih uglova, s dva sata koje gledaju prema sjeveru i jugu. Lučni otvori imaju kamene okvire i zaglavni kamen na svakom luku.
Kasnije adaptacije dvorca nemaju osobitu arhitektonsku vrijednost, a od njih najzanimljivija je dogradnja dvorske kapele u posljednjem traveju arkadnog hodnika u prizemlju bočnog krila 1849. godine.
U salonima dvorca nalaze se sadržajem i kvalitetom najvrjednije zidne slike iz doba rokokoa u Hrvatskoj koje neki stručnjaci pripisuju Antonu Lerchingeru. Oslici zidova pokazuju astrološke teme, elemente (vatra, voda, zemlja, zrak), pastoralne prikaze i prpošne scene iz života hrvatskog plemstva tijekom galantnog stoljeća, slikane jednostavnošću japanskog slikarstva. Osim freski, vrlo su vrijedne kalijeve peći iz 18. stoljeća.

## Opis dobra
Dvorac Miljana, smješten je na padini brežuljka istočno od rijeke Sutle, u općini Zagorska Sela. Sagradila ga je obitelj Ratkaj u čijem je vlasništvu bio do kraja 18. st. od kada mijenja brojne vlasnike. Trokrilni jednokatni dvorac s pravokutnim dvorištem, dograđivan je u nekoliko navrata. Razvio se iz nevelike jednokatne kurije, sagrađene na prijelazu 16. u 17. st. Istraživanja su pokazala sedam građevinskih faza u rasponu od 17. do 20. st. Pročelja dvorca kao i unutarnje prostorije bogato su ukrašeni slikama i štukaturama različitog vremena nastanka. Saloni dvorca oslikani su slikama koji se pripisuju A. Lerchingeru. U sklopu dvorca nalaze se ostaci perivoja iz 19. stoljeća.

## Zaštita
Pod oznakom Z-2238 zavedena je kao nepokretno kulturno dobro - pojedinačno, pravna statusa zaštićena kulturnog dobra, klasificirano kao "profana graditeljska baština".

## Vanjske poveznice
- Arhivirana inačica izvorne stranice od 22. veljače 2014. (Wayback Machine)